# Королева фей
«Королева фей» (англ. The Faerie Queene) — аллегорическая рыцарская поэма Эдмунда Спенсера, оставшаяся незаконченной. Первое издание в трёх книгах вышло в 1590 году, второе издание в шести книгах в 1596 году. Для написания поэмы Спенсер создал особую девятистишную строфу, впоследствии получившую название спенсеровой.

## Композиция
Поэме предпослано письмо к сэру Уолтеру Рейли, в котором объясняется замысел произведения. Из объяснения следует, что королева фей Глориана, справляя ежегодное придворное торжество, продолжающееся двенадцать дней, каждый день отправляла одного из своих рыцарей на трудный подвиг. По числу рыцарей и подвигов в поэме должно быть двенадцать книг — в последней будет изложена преамбула. Обстоятельства не позволили Спенсеру довести поэму более чем до половины.
В некоторых разделах поэмы автор более или менее выдерживает этот план, иногда от него отходит: в четвёртой книге, например, нет ни посланца, ни поручения. Сама Глориана в поэме ни разу не появляется, место её нахождения вроде бы всем известно, но вместе с тем почти недостижимо. Многие её разыскивают, например принц Артур, влюбившийся в неё во сне, но отыскать не могут.

## Аллегория
Всё то же письмо к сэру Рейли сообщает нам, что королева фей символизирует славу, принц Артур — великодушие, а остальные двенадцать добродетелей представлены двенадцатью посланцами королевы, героями всех написанных и ненаписанных книг поэмы. Это Святость, Умеренность, Целомудрие, Дружба, Справедливость, Куртуазность, Постоянство (из недописанной седьмой книги). Из них лишь умеренность, целомудрие и справедливость принадлежат к традиционному (причём как для христианства, так и для античности) списку добродетелей. Кроме того, в поэме действуют персонажи под недвусмысленными именами: Гордость, Гнев, Любострастие, Надежда, Вера, Любовь и т. д.

## Место и время действия
В стране Спенсера живут феи и эльфы, но спенсеровский эльф (elfin knight) — это не какое-то чудесное существо, это что-то вроде этнического обозначения, и в принципе он ничем не отличается от английского или французского рыцаря. Англия находится неподалёку, то и дело поминается её география, и англичан среди центральных персонажей совсем немало. С другой стороны, в такой же неопределённой близости расположено и сарацинское царство. Время действия совпадает с легендарным царствованием Утера Пендрагона. Впрочем, из персонажей бретонского цикла лишь принц (будущий король) Артур продолжает из книги в книгу свои поиски Глорианы, да в шестой книге на мгновение появляется Тристрам (французский Тристан), пока ещё юный паж.

## Сюжет

### Первая книга
Герой первой книги — юный рыцарь, только что принявший посвящение. Знаем мы его только по прозвищу — Редкросс, Рыцарь Красного Креста, этот крест украшает его доспехи (из объяснений автора следует, что доспехи эти должно понимать как «броню праведности», о которой пишет апостол Павел в послании к Ефесянам). Ближе к концу книги становится известным и его имя — Георгий, будущий драконоборец и святой патрон Англии. Драконоборчество и есть тот подвиг, который он берёт на себя при дворе Глорианы и который успешно свершает в конце книги. А сама книга повествует об обретении святости и о борьбе с пороками, которые ей наиболее противоположны. Помогает Редкроссу в этой борьбе Уна (Единая), принцесса, посланная отцом к королеве фей просить об избавлении от змея, и возлюбленная героя, с которой он сочетается браком после победы над чудовищем. Препятствуют же ему в этом Гордыня и Ложь, выступающие под разными именами и в разных обличьях.
В первой же песне Редкросс умерщвляет некоего монстра, в котором Ложь приняла вид полуженщины-полузмеи, но тут же встречает её в новом и более коварном образе — в образе святого отшельника. Под этим образом скрывается Архимаг и ему удаётся нарушить согласие Редкросса и Уны: обманутый ложным видением рыцарь покидает свою даму и очень скоро обретает новую спутницу — колдунью Дуэссу, которая выдаёт себя за образец верности и чистоты (называя себя Фидессой). Это очередная маска Лжи, к которой присоединилось Любострастие. Гордыня в соответствии со своей природой выставляет себя напоказ и масок не носит, но воплощение её так же двоится, как и воплощение Лжи, на мужскую и женскую ипостась. Вначале Редкросс попадает в замок Люциферы, где видит процессию всех подчинённых ей пороков, затем его берёт в плен великан Оргольо, из которого его освобождает Артур. В конце первой книги Гордыня и Ложь соединяются в образе древнего дракона, с которым Редкросс ведёт трёхдневный бой.

### Вторая книга
Тема второй книги — Умеренность, и герою её, сэру Гюйону, посланному королевой фей на борьбу со злой волшебницей Акразией, противостоят два основных порока: Гнев и Любострастие. Адвокатами и олицетворениями Наслаждения выступают Федрия, обитающая на острове Веселости, Маммон, демонстрирующий Гюйону свои богатства как универсальный ключ ко всем земным благам, и наконец, сама Акразия, воздвигшая в своих владениях декорации земного рая. Гнев представлен своей прямой аллегорией (Фуроре), а также образами неистового рыцаря (Пирохлес) и неистового ревнивца (Федон). Гюйон знакомится с подземным царством Маммона и, вернувшись к земному свету после трёхдневного пребывания в преисподней, лишается чувств — обессиленного его обезоруживает Пирохлес. Его выручает принц Артур. Гюйон попадает в замок Умеренности, которым владеет прекрасная Альма. После этого он может пленить Акразию.

### Третья книга
Тема книги — Целомудрие. Чернокнижник Бузиран держит в заключении красавицу Аморетту, домогаясь её любви. Дева-воительница Бритомарта (её эпический прототип — Брадаманта), главная героиня книги, явилась из Англии, где ей был явлен в волшебном зеркале Мерлина её суженый, рыцарь Артегаль. Теперь она его разыскивает (и встречает уже в четвёртой книге), а попутно освобождает Аморетту. В третьей книге много противников и противниц заглавной добродетели (Малекаста, Аргентея, Олифант, Дамский Паж).

### Четвёртая книга
Четвёртая книга прямо продолжает предыдущую. Ищет Артегаля Бритомарта, Аморетту разыскивает её нареченный Скудамур (и так и не встретится с ней до конца поэмы), Флоримелла томится в плену у Протея, прекрасная охотница Бельфебея, сестра Аморетты, карает своей немилостью Тимиаса — в этой истории Спенсер изобразил нашумевший разрыв Елизаветы с Уолтером Рейли. Здесь же помещена аллегория чистой любви, которой явно недоставало в третьей книге (рассказ Скудамура о посещении им царства Венеры). Вставная новелла о том, как сила волшебства положила конец смертельной вражде Кембелла и Триамонда (история, продолжающая неоконченный Чосером «Рассказ Сквайра») даёт тему всей книги — Дружба. Но тема эта, скорее, номинальная, в аллегорическом плане она вовсе не представлена.

### Пятая книга
Тема пятой книги — Справедливость, и противостоят ей леди Мунера, олицетворяющая сребролюбие, гигант, который желает взвесить весь мир и все в нём уравнять, низведя высокое до низкого, Дуэсса, которую только в этой книге настигает давно заслуженная кара, и наконец, Гранторто, Великий Попратель Справедливости. Его низвержение — это и есть тот подвиг, который поручила Артегалю королева фей.
В книге много исторических аллюзий: суда над Марией Стюарт, Великой Армады, ирландской и голландской экспедиций, отречения Генриха Наваррского и т. д.

### Шестая книга
Тема — куртуазность. Сэр Калидор (в поэме появляется впервые), исполняя приказ королевы фей, отправляется в погоню за Зверем Рыкающим (the blattant beast), олицетворяющим клевету и злоязычие, и, прежде чем в последней песни наложить на него оковы, встречает различные примеры и казусы, иллюстрирующие антикуртуазное поведение. Ближе к концу книги он попадает в ходе своих странствий в пастушеское селение, в пастораль, встроенную в рыцарский роман, и, прельстившись одной из местных красавиц, Пастореллой, а также простотой и правдой здешнего образа жизни, сбрасывает доспехи, облачается в пастушескую одежду, пасет стада и начисто забывает о своих рыцарских обязанностях. Здесь Калидор удостаивается видения, открывающего ему глаза на его миссию (танец граций на горе Венеры).
В честь героини поэмы Уны назван астероид (160) Уна, открытый в 1876 году.

## Издания поэмы на русском языке
- Спенсер Э. Королева фей. Книга I. Легенда о рыцаре Алого Креста, или о святости / Пер. В. Микушевича. — М.: Энигма, 2019. — 320 с.
- Спенсер Э. Королева Фей. Книги III—IV. С иллюстрациями Уолтера Крейна / Пер. с англ., сост., ст. и прим. А. В. Лукьянова. — М.: «SPSL»; Русская панорама, 2024. — 544 с., ил.